# Бешбармакские укрепления
Бешбармакские укрепления (азерб. Beşbarmaq səddi) — оборонительные сооружения в Азербайджане, на берегу Каспия, которые вместе с Гильгильчайскими укреплениями перегораживают Прикаспийскую долину.  Это самые южные в оборонительной системе два параллельных глиняных вала, тянувшихся от подошвы горы Бешбармак до моря (длиной 1,75 км) на расстоянии 220 м друг от друга.
Бешбармакские укрепления в составе Оборонительных сооружений на берегу Каспия предложены в качестве кандидатов добавления в Список объектов всемирного наследия ЮНЕСКО в Азербайджане. Бешбармакские укрепления пересекают долину вблизи села Зарат и доходят до горы Бешбармак.

## Этимология
Название укрепления происходит от названия одноимённой горы и в переводе с азербайджанского слово «бешбармаг» означает как «пять пальцев», так как очертания горы напоминают пять пальцев руки.

## См.также
- Бешбармаг
- Гильгильчайские укрепления
- Список объектов всемирного наследия ЮНЕСКО в Азербайджане

## Внешние ссылки
- ВОЕННАЯ ИСТОРИЯ АЗЕРБАЙДЖАНА